# Wieprzówka

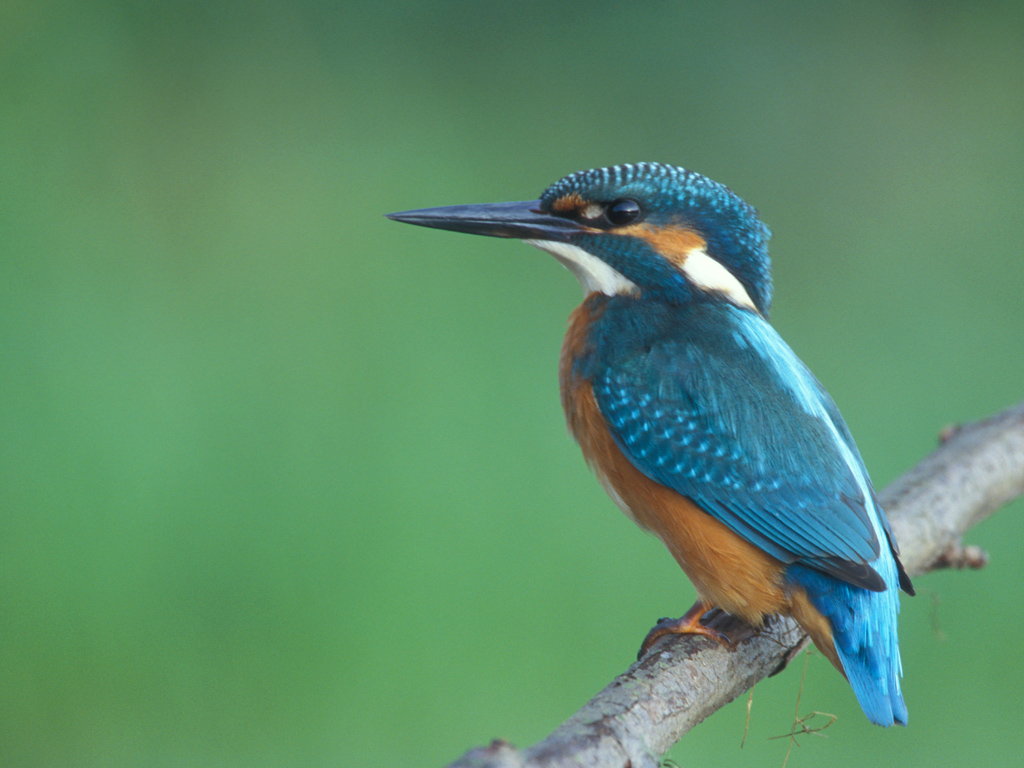
Zimorodek

Wieprzówka – rzeka, lewy dopływ Skawy. Ma źródła  na północnych stokach Pasma Łamanej Skały w Beskidzie Małym. Najwyżej położone znajdują się na wysokości 855 m pod Łamaną Skałą. Takie jest ujęcie w urzędowym wykazie wód płynących Polski, jednak na niektórych mapach za początek Wieprzówki uznaje się ujście Targaniczanki, a ciek wodny powyżej tego ujścia za Rzyczankę.
Główne dopływy Wieprzówki to potoki: Bobrek, Bolęcinianka (Bolęcinka), Frydrychówka, Klimaska, Pracica, Rzyczanka, Targaniczanka, Włosień.
Płynie przez: Rzyki, Sułkowice, Andrychów, Wieprz, Gierałtowice, Przybradz i wpada do Skawy w miejscowości Grodzisko. Jest jej największym lewym dopływem. Ujście Wieprzówki do Skawy znajduje się na wysokości 226 m, w miejscu o współrzędnych 49°58′08″N 19°27′08″E/49,968889 19,452222.
Wieprzówka wygrała w konkursie "Rzeka Roku" (organizowanym przez klub Gaja) i otrzymała tytuł Rzeki Roku 2013.

## Charakterystyka rzeki
Na odcinku od źródeł do Andrychowa to rzeka o charakterze górskim, później przybiera charakter nizinny. Wieprzówka jest rzeką mocno regulowaną (szczególnie w części nizinnej).

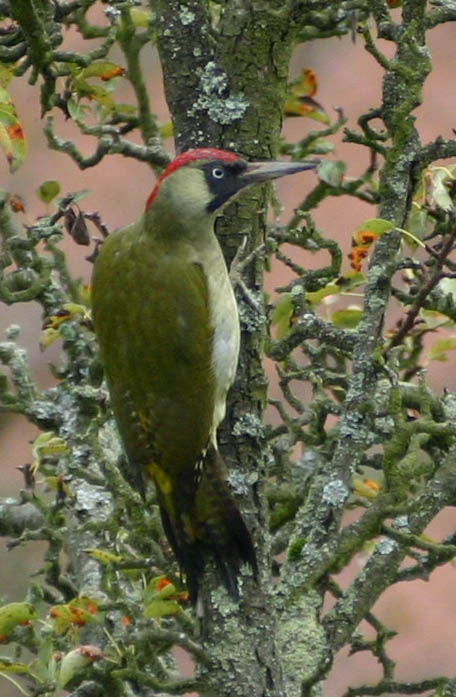
Dzięcioł zielony

Posiada kilkanaście małych dopływów, jednak w 80% jest zasilana wodami powierzchniowymi. Posiada duże wahania przepływu (w miesiącach letnich prawie wysycha, wiosną potrafi występować z brzegów czyniąc duże szkody).

## Walory przyrodnicze
Pomimo faktu, że rzeka jest w znacznym stopniu uregulowana i poniżej Andrychowa zanieczyszczona na jej brzegach przetrwało wiele cennych przyrodniczo terenów, np.: fragment starego lasu łęgowego w Andrychowie. Występują tutaj m.in. następujące gatunki drzew: olsza czarna (Alnus glutinosa), jesion wyniosły (Fraxinus excelsior), topola czarna (Populus nigra), topola biała (Populus alba), wierzba biała (Salix alba).
Podszyt stanowi znacznie ponad sto gatunków roślin i krzewów takich jak: wierzba purpurowa (Salix purpurea), dziki bez czarny (Sambucus nigra), dereń świdwa (Cornus sanguinea), czeremcha zwyczajna (Prunus padus), rdest ostrokończysty (Reynoutria japonica Houtt), niecierpek drobnokwiatowy (Impatiens parviflora), niecierpek gruczołowaty (Impatiens glandulifera), pokrzywa zwyczajna (Urtica dioica), czosnaczek pospolity (Alliaria petiolata), czosnek niedźwiedzi (Allium ursinum), łopian pajęczynowaty (Arctium tomentosum), żywokost bulwiasty (Symphytum tuberosum), lepiężnik biały (Petasites albus), knieć błotna (Caltha palustris), bodziszek cuchnący (Geranium robertianum) i wiele innych. Niektóre z wymienionych tu gatunków (np. rdestowiec ostrokończysty czy też niecierpek gruczołowaty) to rośliny inwazyjne wypierające rodzimą florę.
W 2006 odkryto i udokumentowano występowanie w dorzeczu Wieprzówki zespołu roślinności – łęg olszowy gwiazdnicowy (jedyne opisane stanowisko dla polskiego pasa pogórzy i gór).
W łożysku rzeki swoje tereny łowieckie i gniazdowe znalazło wiele gatunków zwierząt, takich jak:
- ptaki, m.in.: kosy (Turdus merula), sroki (Pica pica), kwiczoły (Turdus pilaris), sikorki (Parus sp.), dzięcioły duże (Dendrocopos major), dzięcioły zielone (Picus viridis), zimorodki (Alcedo atthis), kaczki krzyżówki (Anas platyrhynchos), pluszcze (Cinclus cinclus), mewy śmieszki (Larus ridibundus), bociany czarne (Ciconia nigra), czaple siwe (Ardea cinerea), czaple białe (Ardea alba), ślepowrony (Nycticorax nycticorax), pliszki górskie (Motacilla cinerea), pliszki siwe (Motacilla alba), brodźce piskliwe (Actitis hypoleucos), sieweczki rzeczne (Charadrius dubius) i wiele innych.
- ssaki, m.in.: sarny (capreolus capreolus), lisy rude (Vulpes vulpes).
- ryby, m.in.: strzebla potokowa (Phoxinus phoxinus) zwana w gwarze andrychowskiej szczewągiem, pstrąg potokowy (Salmo trutta fario), głowacz pręgopłetwy (Cottus poecilopus) lokalnie nazywana peplokiem i śliz (Barbatula barbatula). Również występuje okoń i szczupak, karaś.
- płazy, m.in. żaby trawne (Rana temporaria), ropuchy szare (Bufo bufo), kumak górski (Bombina variegata)
- bardzo rzadko – rak szlachetny (Astacus astacus)
- gady: zaskroniec zwyczajny, jaszczurka zwinka, jaszczurka żyworodna.